# Cryptoblepharus leschenault
Cryptoblepharus leschenault (змієокий сцинк Лешено) — вид сцинкоподібних ящірок родини сцинкових (Scincidae). Мешкає в Індонезії і Східному Тиморі. Вид названий на честь французького біолога Жана Батиста Лешено де ла Тура.

## Поширення і екологія
Змієокі сцинки Лешено мешкають на островах Флорес, Лембата, Алор, Тимор, Ветар, Дамар та на сусідніх островах. Вони живуть на морських узбережжях, трапляються в кокосових гаях і садах.